# えりちん
えりちん（生年月日非公開 - ）は、日本の漫画家。女性。代表作に『みたむらくん』『描かないマンガ家』。

## 来歴
土田世紀、日本橋ヨヲコなどのアシスタントを経て、2002年より、『ヤングアニマル』（白泉社）にて『みたむらくん』を連載開始。
同誌2010年1号にて『描かないマンガ家』を連載開始。2014年10月発売の21号にて最終回を迎えた。
同誌2015年8月発売16号にて、初めて女性キャラクターを主人公に迎え、ストリップ劇場を舞台にした漫画『池袋レインボー劇場』を連載開始。2017年3号で完結。最終巻となる3巻を3月29日に刊行。

## 人物・作風
- 『みたむらくん』『描かないマンガ家』とこれまで一貫してダメ人間を描き続けている。
- 黒澤Rの漫画『漫画家さん いらっしゃい！ R's Bar〜漫画家の集まる店〜』にはデストロイヤーのような黒い覆面姿で登場した。

## 作品
- 『みたむらくん』（『ヤングアニマル』、白泉社刊、全7巻）
- 『描かないマンガ家』（『ヤングアニマル』、白泉社刊、全7巻）
- 『池袋レインボー劇場』（『ヤングアニマル』、白泉社刊、全3巻）
- 『ジェネシスコード』（原作：鷹野浪流、『ヤングアニマル』[5]→2020年9月より『マンガPark』に移籍[6]、白泉社刊、全4巻*）*3巻以降は2021年12月現在電子書籍のみの発行となっている。
- 『ヤバマン サレ妻の秘密の離婚準備』（原作：カンバラノリオ、『漫画アクション』2022年No.13 - 2023年No.22、双葉社、全32話、既刊3巻）

## イラスト
- 子安秀明『双燕の空』（白泉社「招き猫文庫」）表紙[7]

## アシスタント経験者
- 宮下裕樹
- こざき亜衣
- 黒澤R
- 平野博寿
- 古屋兎丸